# شهرستان جکسون (ویرجینیای غربی)
شهرستان جکسون، ویرجینیای غربی (به انگلیسی: Jackson County, West Virginia) یک سکونتگاه مسکونی در ایالات متحده آمریکا است که در ویرجینیای غربی واقع شده‌است.

## خصوصیات
شهرستان جکسون ۱٬۲۲۲٫۴۸ کیلومترمربع مساحت دارد.